# Hugh de Courtenay (1389-1422)
Hugh III van Devon (1389 - 16 juni 1422) was tussen 1419 en 1422 de graaf van Devon. Hij was een zoon van Eduard I van Devon.

## Biografie
Hugh III van Devon werd geboren als tweede zoon van Eduard I van Devon en Maud Camoys. Op 10-jarige leeftijd werd hij na de kroning van Hendrik IV van Engeland geridderd. In april 1418 werd hij benoemd tot kapitein van de vloot die de taak had om de Engelse kust te verdedigen. In augustus van dat jaar overleed zijn oudere broer Edward waardoor hij de erfgenaam van zijn vader werd. Een jaar later overleed zijn vader en werd hij Graaf van Devon. In 1422 overleed Hugh en werd hij opgevolgd door zijn zoon Thomas.

## Huwelijk en kinderen
Hugh III van Devon was gehuwd met Anne Talbot, de dochter van Richard Talbot, zij kregen samen één kind:
- Thomas (1414-1458), zijn erfgenaam.